# Трънски разкази
„Трънски разкази“ е сборник с разкази на поета и писател Петър Делчев, издаден за първи път през 2006 г., като действията в книгата се развиват в трънския край и я отличават с диалози в типичен за този регион диалект.
През 2007 г. сборникът е номиниран за литературната награда „Елиас Канети", а през 2016 г. Драматичен театър - Пловдив поставя пиесата „Вълци" по един от разказите в книгата. Постановката печели три награди „Аскеер" – за режисура на Диана Добрева, за поддържаща женска роля на Ивана Папазова и за театрална музика на Петя Диманова.

## Включени разкази
- „Клетвата"